# Theodorus Marinus Roest
Theodorus Marinus Roest (Dongen, 14 aprile 1832 – Baden-Baden, 2 settembre 1898) è stato un numismatico olandese, conservatore alla collezione numismatica del Teylers Museum di Haarlem.

## Biografia
In 1872 fu nominato associé étranger alla Sociéte royale de numismatique, e divenne un redattore della Revue belge de Numismatique et de Sigillographie. Divenne un'autorità in numismatica. Nel 1876 divenne direttore dell'Academisch Penningkabinet a Leida. Nel 1881 si dimise quando il gabinetto fu assorbito nel Koninklijk Penningkabinet, che è ora diventato parte del Geldmuseum a Utrecht.
Tramite gli sforzi dell'archivista della città di Haarlem Adriaan Justus Enschedé, Roest fu incaricato di catalogare la collezione del Teylers Museum. Enschedé era membro della Teylers Tweede Genootschap dal 1876 ed era lui stesso un collezionista di monete. Nel 1886 Roest fu nominato conservatore, e nel 1889  pubblicò il suo  "Catalogue du cabinet numismatique de la Fondation Teyler à Harlem".
Nel 1893 pubblicò "De munten van het Graafschap en Hertogdom GELRE" (Le monete della contea e del ducato Gelre), e in seguito donò la sua collezione di monete di Gelre al museo.
Nel 1892 Roest fu il fondatore e primo presidente della società numismatica  Koninklijk Nederlands Genootschap voor Munt- en Penningkunde.